# 渋谷区立笹塚中学校
渋谷区立笹塚中学校（しぶやくりつ ささづか ちゅうがっこう）は、東京都渋谷区笹塚にある公立中学校である。笹塚三丁目の住宅地に所在し、学校の敷地・校舎は水道道路（東京都道431号角筈和泉町線）の北側に面している。

## 概要
学校は京王線と都営地下鉄新宿線笹塚駅の北東方向に程近く位置し、笹塚駅北側近くを東西に平行して通る甲州街道（国道20号）を横断、笹塚十号通り商店街を抜けて、水道道路に出れば右手に校舎を見る事が出来る。敷地の南側は全面水道道路、東側は一方通行に面し住宅地、北側は細い通路に面し住宅地、西側は隣地に面し住宅地である。交通量のある水道道路は体育館が建ち、校舎は敷地北側の奥に建っているので静かである。

## 沿革
- 1948年（昭和23年）
  - 3月 - 笹塚中学校の設立許可が下りる。
  - 6月 - 笹塚中学校が開校した。
- 1949年（昭和24年）3月 - 木造校舎（一般教室）が落成した。
- 1950年（昭和25年）5月 - 増築木造校舎（一般教室、特別教室）が落成した。
- 1953年（昭和28年）6月 - プールが落成した。
- 1958年（昭和33年）6月 - 体育館が落成した。
- 1960年（昭和35年）4月 - 3階建鉄筋コンクリート造の校舎（一般教室）が落成した。
- 1961年（昭和36年）3月 - 3階建鉄筋コンクリート造の増築校舎（一般教室）が落成した。
- 1964年（昭和39年）4月 - 4階建鉄筋コンクリート造の増築校舎（一般教室、他）が作成した。
- 1965年（昭和40年）4月 - 4階建鉄筋コンクリート造の増築校舎（一般教室、他）が落成した。
- 1969年（昭和44年）3月 - 3階建鉄筋コンクリート造の増築校舎（特別教室）が落成した。
- 1972年（昭和47年）3月 - 3階建鉄筋コンクリート造の増築校舎（特別教室）が落成した。
- 1978年（昭和53年）3月 - 2階建鉄骨造の体育館が落成した。
- 1989年（平成元年）1月 - コンピューター教室が完成した。
- 2000年（平成12年）10月 - 校舎の耐震補強工事が完成した。
- 2023年（令和5年）1月 - 全教科 区研究指定校（1年次）・全教科 人権尊重教育推進校となる[1]。

### 建て替え計画
渋谷区は2022年（令和4年）、教育目標や長寿命化計画を踏まえ、「未来の学校のコンセプト」と「新しい学校施設整備に当たっての考え方」の概要をまとめ、「渋谷区新しい学校づくり整備方針（2023年3月）、渋谷区立小学校と中学校の建て替えロードマップ」を発表した。
- 工事期間（解体1年、建築2年） - 2035年度（令和17年）〜 2037年度（令和19年）、笹塚小学校は、笹塚中学校新校舎で小中一貫校となる予定。

## 教育方針
教育目標
「礼儀正しく思いやりのある人間」「社会に貢献しようとする人間」「個性と創造力豊な人間」
生徒数と教員数
| 年度     | 生徒総数 | 1年生 | 2年生 | 3年生 | 教員数 | 職員数 |
| -------- | -------- | ----- | ----- | ----- | ------ | ------ |
| 平成23年 | 330人    | 111人 | 113人 | 106人 | 20人   | 5人    |
| 平成24年 | 288人    | 65人  | 109人 | 114人 | 21人   | 5人    |
| 平成25年 | 212人    | 43人  | 65人  | 104人 | 20人   | 5人    |
| 平成26年 | 164人    | 58人  | 43人  | 63人  | 16人   | 5人    |
| 平成27年 | 146人    | 44人  | 58人  | 44人  | 15人   | 5人    |
| 平成28年 | 156人    | 51人  | 45人  | 60人  | 16人   | 5人    |
| 平成29年 | 150人    | 52人  | 52人  | 46人  | 17人   | 4人    |
| 平成30年 | 152人    | 44人  | 54人  | 54人  | 18人   | 5人    |
| 令和元年 | 146人    | 47人  | 44人  | 55人  | 16人   | 5人    |
| 令和2年  | 159人    | 66人  | 48人  | 45人  | 17人   | 5人    |
| 令和3年  | 167人    | 53人  | 65人  | 49人  | 15人   | 6人    |
| 令和4年  | 184人    | 64人  | 54人  | 66人  | 16人   | 5人    |
| 令和5年  | 180人    | 62人  | 64人  | 54人  | 17人   | 3人    |

## 通学区域
子供が通学する学校は、住所により指定されている、また、2004年（平成16年）度から学校選択希望制を導入しており、入学を希望する学校を選べる。学校選択希望制は、現行の通学区域を維持したうえで、通学区域外の学校に入学希望出来る制度で、特色のある地域に開かれた学校づくりを推進し、区民から選ばれる学校づくり等を図る。
住所別通学区域
| 笹塚一丁目 - 三丁目 | 幡ヶ谷一丁目 | 幡ヶ谷二丁目                          | 幡ヶ谷三丁目 | 本町五丁目 | 本町六丁目 |
| ------------------- | ------------ | ------------------------------------- | ------------ | ---------- | ---------- |
| 全域                | 10 - 12番    | 20 - 38番、43番、45番 49番、51 - 56番 | 全域         | 34 - 47番  | 33 - 43番  |

生涯学習・スポーツ
成人のための学習機会の提供、社会教育団体への支援、小中学生のための学習機会の提供、生涯学習施設、口座・イベント情報等の文化・スポーツ教室案内。
給食
2014年（平成26年）12月18日、フジテレビ番組「とくダネ！」における渋谷区学校給食の報道に対する渋谷区教育委員会の見解。
通常、給食は大量購入などにより、安くて質の良いものが提供されるのがふつうであるが、この学校の給食は非常に粗末で、生徒からの苦情が絶えず、渋谷オンブズマンが渋谷区に情報公開請求をしたところ、改ざんされたデータが公開されたので情報公開制度の根幹を揺るがすとして大問題となった。

## 関係者
卒業生
- 比企理恵 - 女優
- 井上和香 - 女優
- 高橋ひとみ - 女優
- 宮澤佐江 - 元AKB48・元SKE48
- 甲田真理 - 女優、ダンサー、経営者
- 長屋宏和 - レーシングドライバー